# Svend Åge Madsen (forfatter)
 "Svend Åge Madsen" omdirigeres hertil. For andre betydninger af Svend Åge Madsen, se Svend Åge Madsen (flertydig).
Svend Åge Madsen (født 2. november 1939) er en dansk forfatter og dramatiker, bosat i forstaden Risskov ved Aarhus. Han modtog i 1972 Det Danske Akademis Store Pris, fra 2005 er Svend Åge Madsen medlem af Det Danske Akademi.
Madsens stil er svær at klassificere entydigt, men eksistentialismen var tydelig i hans tidlige produktion. I mange af hans værker har naturvidenskaben været et vigtigt tema, inspireret af hans aldrig fuldendte studium i matematik på Århus Universitet. Desuden behandler han i flere værker fiktionens forhold til virkeligheden og viser derigennem et slægtskab med den primært sydamerikanske magisk realisme, men i en mere hverdagsnær form, der er blevet betegnet som fantastik. Humoren er sjældent langt væk i hans værker, og gennem årene har han opbygget et meget komplekst værk, hvor personer, steder og begivenheder flettes ind i hinanden på kryds og tværs af romaner, noveller og skuespil.
Hovedmurstenene i romanværket udgøres af Sæt verden er til, Tugt og utugt i mellemtiden, At fortælle menneskene og Syv aldres galskab. At man kan oversætte "Syv aldres galskab" til "Seven Ages Madness" og finde Svend Åge Madsens navn skjult i titlen understreger, at forfatterskabet er en lang tråd af finurlige ordspil, intertekstualitet og leg med retoriske stilfigurer ud over fortællingen, der udgør et gennemgående spor for sig.[kilde mangler]
Han er måske mest kendt som romanforfatter, men han har tillige skrevet en anselig mængde dramatik, blandt andet i forbindelse med, at han var husdramatiker ved Aarhus Teater i perioden 1983-1986, hvortil han skrev stykker som Svejk i tredie verdenskrig, Dr. Strangula og Det sidste suk.

### Romaner
- Besøget, 1963
- Lystbilleder, 1964
- Tilføjelser, 1967
- Modsatterne og Omvendterne, 1967
- Liget og lysten, 1968
- Tredje gang så tar vi ham, 1969
- Sæt verden er til, 1971
- Dage med Diam eller Livet om natten, 1972
- Jakkels vandring, 1974
- Tugt og utugt i mellemtiden, 1976
- Hadets bånd, 1978
- Se dagens lys, 1980
- Den største gåde, 1982
- Vi? – Vi, Vi!, 1982
- Af sporet er du kommet, 1984
- Lad tiden gå, 1986
- Slægten Laveran, 1988
- At fortælle menneskene, 1989
- Jagten på et menneske, 1991
- Edens gave, 1993
- Syv aldres galskab, 1994
- Den usynlige myre, 1995
- Kvinden uden krop, 1996
- Finder sted, 1998
- Genspejlet, 1999.
- Nærvær og næsten: Tomas Fants familiekrøniker, 2000
- Den ugudelige farce, 2002
- De gode mennesker i Århus; Læselysten, 2003
- Levemåder, 2004
- Det syvende bånd, 2006
- Mange sære ting for, 2009
- Af den anden verden, 2017
- Enden på tragedie, 2019
- Fremtidsspejl, 2020
- Esbens fire liv (2024)

### Midt imellem
- Otte gange Orphan, novelleroman, 1965
- Pigen i cementblanderen, mikroman, 2013

### Novellesamlinger
- Maskeballet, 1970
- Mellem himmel og jord, 1990
- Ude af sit gode skind, 2004
- Manden der opdagede at han ikke eksisterede, 2007
- Skabt for hinanden og andre dystopier, 2014 (sammen med Karen Skovmand og Kenneth Bøgh Andersen)
- Uforelsket, 2016

### E-mail korrespondance
- Når man mailer, 2009 (uddrag af Svend Åge Madsens emails til vennen Flemming Chr. Nielsen siden 2000)

### Noveller
- "Vores sommerliv", 1979 (i novellesamlingen: Det kolde dusin, redigeret af Mogens Wolstrup (1983))
- "Skabt for hinanden", 1995 (i novellesamlingen: Novelleveje (1997) samt i Skabt for hinanden og andre dystopier (2014))
- "Kærlighed ved sidste blik" (i Ud & Se, 2013)
- "Hin Anden", 2014 (i publikationen: Neuroetik (2014), som blev udgivet af Etisk Råd)

### Som Marianne Kainsdatter
- Blodet på mine hænder, 1973
- Et ved jeg som aldrig dør, 1991
- Engleskyts. Kriminalroman, 2002

### Som medforfatter
- Septemberfortællingerne, 1988

Desuden Kollektivet, bragt i Ud & Se (med DSB) i ca. 1999
flere danske forfattere bidrager med et kapitel hver til føljetonen

### Skuespil
- Et livstykke i 6 billeder, 1967
- Hopla, vi...prik prik prik, 1967
- Stikord, 1967
- Rapport fra internatet, 1967
- Forestillinger, 1970
- I virkeligheden, 1972
- Dr. Lemmas problem, 1975 (tv-spil)
- Man skal høre meget, 1975
- Jo værre, jo bedre, 1975
- Narrespillet om Magister Bonde og Eline Mortensdatter, 1978
- Uden for nummer, 1984
- Kasper søger efter tilværelsen, 1982
- Margrethe den milde 1982
- Svejk i tredie verdenskrig, 1984
- Dr. Strangula, 1985
- Knud den Hellige, 1986
- Det sidste suk, 1986
- Nøgne masker, 1987
- Svar udbedes, 1987
- Dødens teater, 1987
- Robert og Judith, 1993
- Kopisten, 1994
- Tikker, 2012

Svend Åge Madsens skuespil findes bevaret i Dramatisk Bibliotek på Det Kongelige Bibliotek.

## Hædersbevisninger
- 2010: Ridderkorset af Dannebrogordenen[5]

Desuden et utal af litterære priser gennem årene.